# Mitko Stojkovski
Mitko Stojkovski (Bítola, 18 de desembre de 1972) és un exfutbolista macedoni, que jugava de defensa.

## Trajectòria
Va sorgir a les files del FK Pelister del seu país. El 1991 fitxa per l'Estrella Roja de Belgrad, on milita quatre anys abans de marxar a la lliga espanyola, a les files del Real Oviedo. És titular les dues campanyes que roman a Astúries, i el 1997 marxa a la Bundesliga, a les files del VfB Stuttgart, però a l'equip alemany no disposa de tantes oportunitats.
El 1999 retorna al FK Pelister, on es retiraria el 2003. Tres anys després, es convertiria en el president de l'equip.

## Selecció
Stojkovski ha estat 29 vegades internacional amb la selecció de futbol de Macedònia del Nord, marcant 5 gols.